# نيسيبار
نيسيبار (بالبلغارية: Несебър)‏ هي مدينة قديمة من مدن بلغاريا وأحد المنتجعات السياحية الرئيسية على ساحل البحر الأسود، وتَقع في مقاطعة بورجاس. وهي المركز التجاري لبلدية نيسيبار. يَبلُغ عدد سكانها 13,347 نسمة حسب إحصائيات 2010. ويَبلغ ارتفاع المدينة عن سطح البحر قرابة 30 متر. ومَساحَتُها 31.852 كم². وغالباً ما يُشار إليها باسم «لؤلؤة البحر الأسود» و «دوبروفنيك بلغاريا». نيسيبار هي مدينة غَنية بالمَتاحف، حيث يعود تاريخها إلى 3 آلاف سنة.
هي واحدة من الوجهات السياحية والموانئ البحرية الأكثر بروزاً على ساحل البحر الأسود، وأصبحت بعض المُنتَجعات الكبيرة مشهورة مثل صني بيتش (الشاطئ المشمس)، الذي يَقع إلى الشمال من نيسيبار.

## توأمة
لنيسيبار اتفاقيات توأمة مع كل من:
- Pestszentlőrinc-Pestszentimre [الإنجليزية]‏
- أوخريد
- كوتور
- سانت بطرسبرغ

## وصلات خارجية
- ألبوم صور من نيسيبار
- فلكلور فرقة Slanchev Bryag – نيسيبار
- نيسيبار القديمة
- بوابة نيسيبار